# NADAM
Das NADAM (Netz für automatische Dosisalarmierung und -messung) ist das Messnetz für Gammastrahlung der Nationalen Alarmzentrale (NAZ) der Schweiz.
|  |

|  |

|  |

|  |

|  |

|  |

|  |

|  |

|  |

|  |

|  |

|  |

|  |

|  |

|  |

|  |

|  |

|  |

|  |

|  |

|  |

|  |

|  |

|  |

|  |

|  |

|  |

|  |

|  |

|  |

|  |

|  |

|  |

|  |

|  |

|  |

|  |

|  |

|  |

|  |

|  |

|  |

|  |

|  |

|  |

|  |

|  |

|  |

|  |

|  |

|  |

|  |

|  |

|  |

|  |

|  |

|  |

|  |

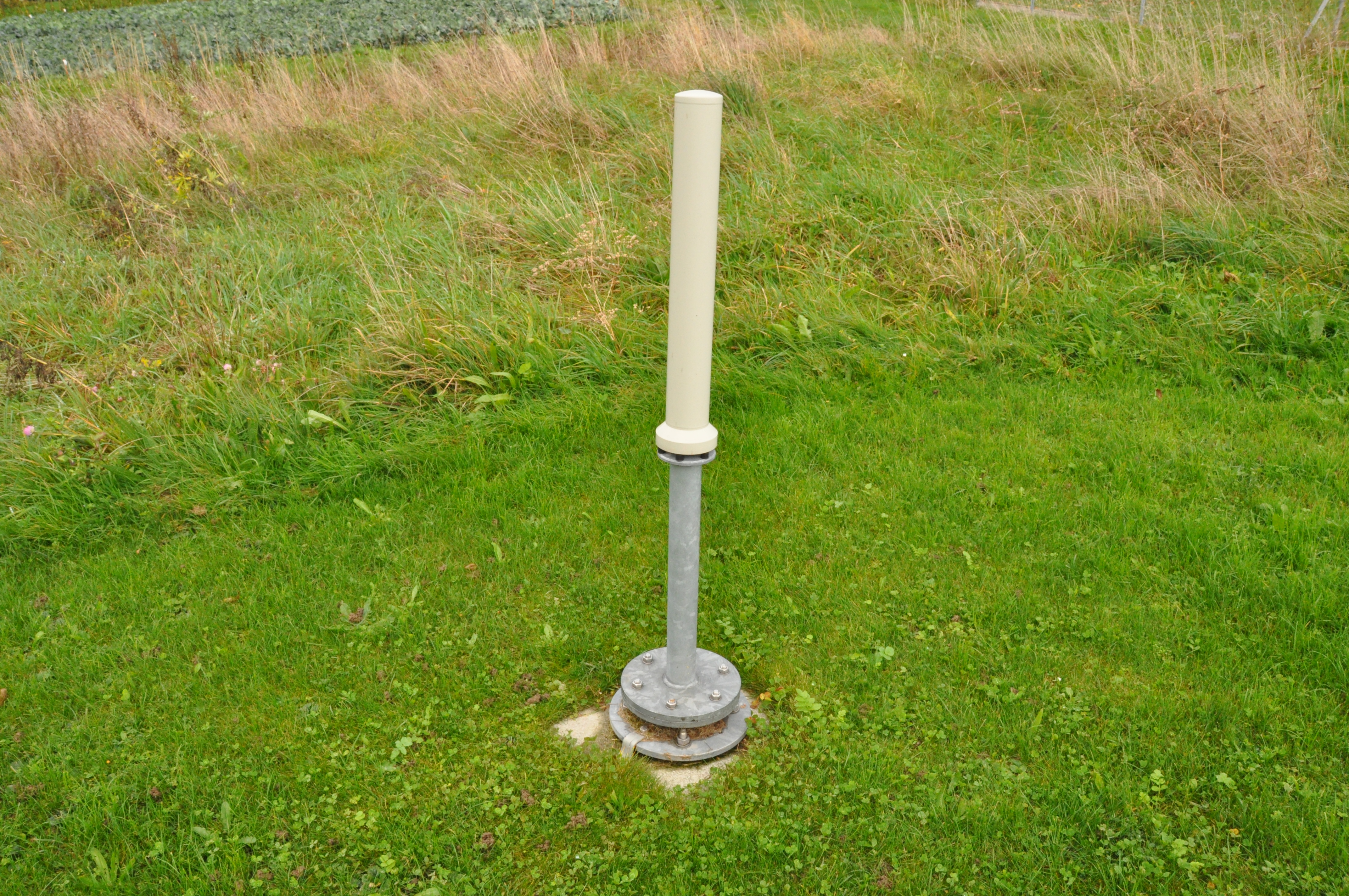
Messstation in Wädenswil

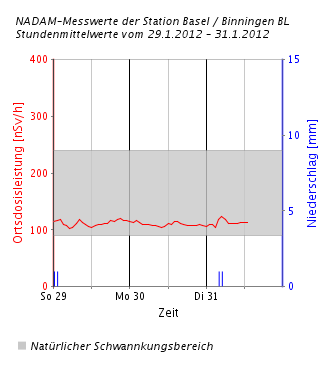
Beispiel einer Messkurve, Sternwarte St. Margarethen bei Basel

NADAM besteht aus 76 relativ gleichmässig in der Schweiz und Liechtenstein verteilten Mess-Sonden. Diese übermitteln alle 10 Minuten den aktuellen Messwert. Alle Sonden sind auf Messplätzen der MeteoSchweiz installiert. Sie ist auch für den Unterhalt und die Datenübermittlung an die NAZ verantwortlich.
Das Messnetz wird ergänzt durch die verdichteter aufgestellten MADUK-Stationen (Messnetz zur automatischen Dosisleistungsüberwachung in der Umgebung der Kernkraftwerke) des Eidgenössischen Nuklearsicherheitsinspektorats (ENSI) sowie durch Messmittel des Bundesamts für Gesundheit und im Bedarfsfall durch solche der Armee. MADUK besteht aus total 57 automatischen Mess-Sonden, alle in der unmittelbareren Umgebung der vier Nuklearanlagen (Kernkraftwerk Beznau/Paul Scherrer Institut, Kernkraftwerk Gösgen, Kernkraftwerk Leibstadt und Kernkraftwerk Mühleberg). Die Messwerte vor allem der MADUK-Sonden werden im Falle eines schwereren Unfalles in einem Kernkraftwerk auch – gemeinsam v. a. mit meteorologischen Daten – als Parameter zur Erstellung von Ausbreitungsrechnungen bezüglich einer freigesetzten radioaktiven Wolke verwendet, um den Notfallschutz für die Bevölkerung organisieren zu können.